# Цукиока Ёситоси
Цукиока Ёситоси (Тайсо Ёситоси) (яп. 月岡芳年; 30 апреля 1839 — 9 июня 1892) – японский художник. Считается последним великим мастером гравюр в жанре укиё-э. Его деятельность пришлась на две эры — последние годы эпохи Эдо и последующую эпоху Мэйдзи. Как и многие японцы той эпохи, Ёситоси интересовался западными новшествами, однако позднее стал серьёзно обеспокоен утратой многих аспектов традиционной японской культуры, в том числе упадком направления укиё-э.

## Биография

### Ранние годы
Родился в городе Эдо, районе Симбаси в семье зажиточного торговца. При рождении получил имя Овария Ёнэдзиро. В возрасте трёх лет переехал жить к дяде-аптекарю. С пяти лет увлекался живописью и первоначально учился у родного дяди.
В 1850 году, в возрасте 11 лет поступил учеником к одному из крупнейших мастеров японской гравюры Утагава Куниёси, который дал ему имя Ёситоси. Во время обучения Ёситоси концентрировался на копировании техники своего учителя. Куниёси обращал особое внимание на более детализированное и реалистичное изображение объектов. Кроме того, Ёситоси изучал западные стили живописи, знакомясь с коллекцией западных картин, собранной Куниёси.

### Начало творчества и рост популярности
В 1853 году создал свою первую работу – триптих о морском сражении при Данноура в войне между Тайра и Минамото. В то время, из-за перемен в общественной жизни традиционное искусство укиё-э начало приходить в упадок и Ёситоси новых произведений не создавал вплоть до смерти своего учителя в 1861 году.
Первый успех к художнику пришёл после издания серии гравюр «Сто японских и китайских историй» (яп. 和漢百物語 - вакан хяку моногатари) в 1865 году. Ёситоси и позднее будет демонстрировать интерес к мистическим преданиям и рассказам, воспроизводя их сюжеты.
Во второй половине 1860-х годов Ёситоси создал много работ в жанре мудзан-э (яп. 無残絵) - картин с изображением жестоких сцен. Эти темы были навеяны смертью отца, а также разгоравшейся войной Босин (1868-1869 гг.). В 1866 году подготовил серию гравюр "Эймэй нидзю:хассю:ку" («Двадцать восемь убийств со стихами»), особенностью которой была детальная прорисовка сцен убийств. В неспокойные годы эстетика насилия снискала популярность среди широких слоёв населения, благодаря чему имя молодого художника стало ещё более известно в Эдо.

### Творческий кризис
К 1869 году Ёситоси был признан одним из лучших художников, работавших для гравюры, однако нестабильность в стране повлияла и на мир искусства.
Многие прежние любители традиционной гравюры укиё-э и покровители художников сошли со сцены, а мастера, ориентированные на старые традиции и духовные идеалы, стали неугодными. В начале 1870-х годов Ёситоси испытал острый творческий и душевный кризис. Нищета и безысходность повлияли на здоровье художника, и он впал в глубокую депрессию.
В 1873 году он выходит из кризиса и меняет своё имя на Ёситоси Тайсо.
В 1874—1876 годах работает иллюстратором в газете «Юбинхоти симбун», где публикует около 60 рисунков.
Во второй половине 1870-х годов Ёситоси начинает больше интересовать психологизм и персонализация изображаемых им людей.
К 1880-м годам финансовое положение художника немного налаживается, а к 1884 году у него было уже около восьмидесяти учеников. 

### Зрелые годы
Ко второй половине 1880-х годов относится расцвет творчества Цукиока Ёситоси. Он пытается противостоять иностранному влиянию на искусство и обращается к национальным традициям и историческому прошлому Японии. Ёситоси много работает и создаёт одну из наиболее известных своих серий - "Цуки хякуси" ("Сто видов Луны"). Ее сюжеты посвящены событиям средневековой японской истории, запечатленным в танка, хайку, пьесах театров Кабуки и Но, исторических хрониках и преданиях.
В последние годы Ёситоси сильно болел и нуждался. В 1891 г. психологическое состояние художника опять усугубилось, и он попал в психиатрическую лечебницу, вскоре после выхода из которой, Ёситоси скончался в возрасте 53 лет 9 июня 1892 года.

## Наследие
За свою жизнь Ёситоси создал множество серий гравюр, три из которых – «Сто видов луны», «Тридцать шесть привидений» и «Тридцать два вида обычаев и нравов» содержат общепризнанные шедевры. 
Хотя спрос на его работы сохранялся, интерес к Ёситоси после его смерти начал угасать. В то время считалось, что именно художники поколения Хиросигэ были последними мастерами гравюр на дереве. Однако с начала 1980-х годов его творчество, в первую очередь, благодаря трудам Джона Стивенсона подверглось переоценке.
Известен как первый японский иллюстратор повести А.С. Пушкина «Капитанская дочка».

## Собрания работ
- Цукиока Ёситоси — Содержит изображения многих его работ
- Цукиока Ёситоси Online
- "Сто видов луны" (недоступная ссылка)
- "Тридцать шесть привидений"